# Sutphin Boulevard – Archer Avenue – JFK Airport (métro de New York)
Sutphin Boulevard – Archer Avenue – JFK Airport est une station souterraine du métro de New York située dans le quartier de Jamaica dans le Queens. Elle est située sur deux lignes, la BMT Archer Avenue Line (niveau inférieur) et l'IND Archer Avenue Line (niveau supérieur), respectivement issues des anciens réseaux de la Brooklyn-Manhattan Transit Corporation (BMT) et de l'Independent Subway System (IND). Sur la base de la fréquentation, la station, qui permet un transfert avec le AirTrain JFK figurait au 57e rang sur 421 en 2012. 
Au total, trois services y circulent :
- les métros E et J y transitent 24/7 ;
- la desserte Z y transite durant les heures de pointe dans la direction la plus encombrée.